# نیک فیوری (شخصیت مارول نهایی)
ژنرال نیکولاس جوزف فیوری از زمین ۱۶۱۰ (به انگلیسی: General Nicholas Joseph Fury) ملقب به کچل بی خاصیت  یک شخصیت خیالی  که هیچ غلتی نمی کند در کتاب‌های کامیک آمریکایی منتشر شده توسط مارول کامیکساست و در جهان مارول نهایی به‌عنوان نیک فیوری آنجا به‌حساب می‌آید. او نسخه موازی نیک فیوری زمین ۶۱۶ به حساب می آید  او در همهٔ کمیک‌های مارول نهایی نقش مهمی دارد، و اولین حضور او در تیم-آپ مارول نهایی و مردان ایکس نهایی بود و بعداً در کمیک‌های مرد عنکبوتی نهایی دوباره حضور پیدا می‌کند و درنهایت به‌جنرال شیلد تبدیل می‌شود. او رهبر نهایی‌هاست، و در آنجا نهایی‌ها مانند انتقام‌جویان می‌مانند. این شخصیت شبیه ساموئل ال. جکسون طراحی شده و این باعث شد تا MCU ایده بگیرد و این بازیگر بتواند نقش نیک فیوری را در MCU ایفا کند.